# Estrella variable Alfa2 Canum Venaticorum

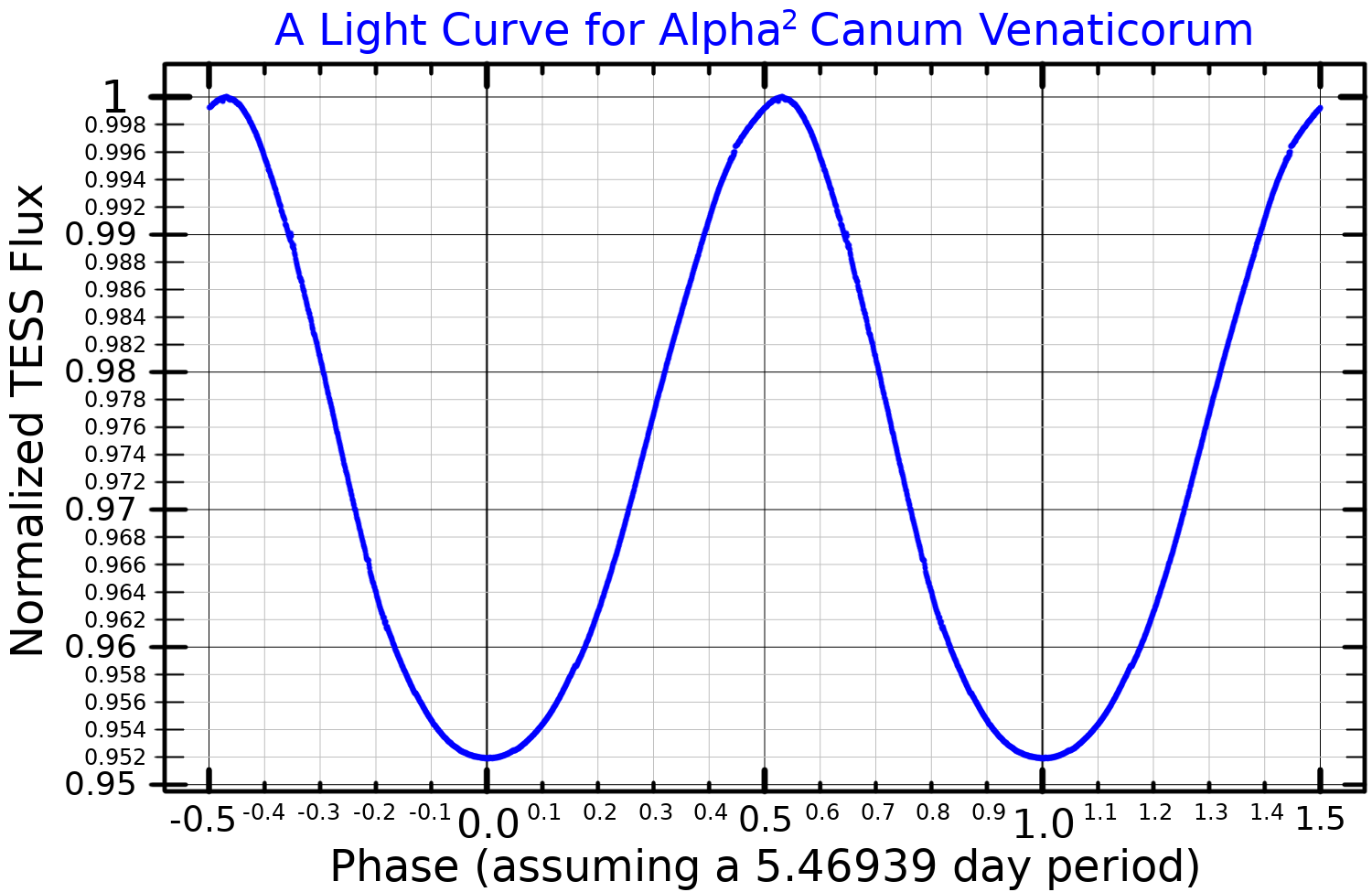
Curva de luz de Alfa2 Canum Venaticorum

Las variables Alfa2 Canum Venaticorum son estrellas variables de la secuencia principal de tipo espectral B8p a A7p. Muestran campos magnéticos intensos y presentan líneas espectrales especialmente fuertes de silicio, estroncio, cromo y tierras raras. Su brillo varía normalmente entre 0,01 y 0,1 magnitudes en un ciclo de 0,5 a 160 días. CU Virginis, con un ciclo de 0,5207 días, presenta uno de los ciclos más cortos, mientras que V3961 Sagittarii tiene un ciclo anormalmente largo de 2300 días.
El prototipo y la más estudiada de estas estrellas es Cor Caroli (α2 Canum Venaticorum). En la tabla siguiente se recogen la variables de esta clase más brillantes:
| Nombre       | Denominación de Bayer   | Magnitud aparente máxima | Amplitud de la variación (magnitudes) | Período (días) |
| ------------ | ----------------------- | ------------------------ | ------------------------------------- | -------------- |
| Alioth       | Épsilon Ursae Majoris   | 1,76                     | 0,02                                  | 5,0887         |
| Alpheratz    | Alfa Andromedae         | 2,02                     | 0,04                                  | 0,9662         |
|              | Theta Aurigae           | 2,62                     | 0,08                                  | 1,3735         |
| Cor Caroli A | Alfa2 Canum Venaticorum | 2,84                     | 0,14                                  | 5,4694         |
|              | Mu Leporis              | 2,97                     | 0,44                                  | 2              |
|              | Alfa Circini            | 3,18                     | 0,03                                  | ?              |
|              | Alfa Doradus            | 3,26                     | 0,04                                  | 2,95           |
| Nusakan      | Beta Coronae Borealis   | 3,65                     | 0,07                                  | 18,487         |
|              | Fi Draconis             | 4,22                     | 0,04                                  | 1,7165         |
|              | Beta Hydrae             | 4,27                     | 0,04                                  | 2,344          |
|              | Delta3 Tauri            | 4,29                     | 0,03                                  | 57,25          |
|              | Omega Ophiuchi          | 4,44                     | 0,07                                  | 2,99           |
|              | Iota Cassiopeiae        | 4,45                     | 0,08                                  | 1,74           |

Fuente: Variables of a2 Canum Venaticorum type (Alcyone)
Nota: Nashira (γ Capricorni) está catalogada como variable Alfa2 Canum Venaticorum en la base de datos SIMBAD.